# Иванишевич, Йован
Йован Иванишевич (хорв. Jovan Ivanišević; родился 19 января 2005 года, Лондон, Онтарио) — канадский футболист хорватского происхождения, центральный защитник клуба «Истра 1961» и молодёжной сборной Канады.

## Клубная карьера
Футболом начал заниматься в родном городе в системе клуба «Альянс Юнайтед». В составе команды до 16 лет стал обладателем Кубка Онтарио. В 2021 году присоединился к академии «Торонто». Единственный матч за вторую команду клуба в MLS Next Pro провёл 1 мая 2023 года против «Орландо Сити B». Назывался одним из самых перспективных канадских футболистов-выпускников 2023 года.
Летом 2023 года через через скаутскую сеть и программу выявления талантливых хорватов в диаспоре попал на просмотр в клуб «Истра 1961», позже остался в резервной команде. 7 мая 2024 года подписал с клубом двухлетний контракт. За основную команду дебютировал 25 августа 2024 года в матче против «Хайдука», выйдя в стартовом составе.

## Карьера в сборной
Впервые в молодёжную сборную был вызван 7 июня 2024 года. Дебютировал 23 июня в матче против сборной Панамы.